# Абенакі (мова)
Абенакі (абнакі) — термін, який об'єднує декілька діалектів, якими розмовляють індіанці племені абенаки. Історично мова абенакі використовувалася на території сучасних американських штатів Вермонт, Нью-Гемпшир і Мен. Західним абенакі нині користується кілька  старих мешканців резервації Оданак в провінції Квебек, Канада. Східний абенакі та його діалекти були розповсюджені в індіанців племені пенобскот і зберегалися до недавнього часу; нині жодного носія східного абенакі не залишилося, однак дані про нього збереглися.
Східний та західний абенакі достатньо схожі, хоча мають помітні відмінності у фонології й лексиці.